# Língua martu wangka
Martu Wangka, ou Wangkatjunga (Wangkajunga), é uma variedade da Língua do Deserto Ocidental que surgiu durante o século XX na Austrália Ocidental várias comunidades indígenas australianas, tais como Kartudjara, Manjiljarra, Yulparija, Maduwongga, se  mudaram de seus respectivos territórios para formar uma única comunidade. É falada nas proximidades de Christmas Creek e Fitzroy Crossing. O uso do nome 'Wangkatjunga' para identificar essa variedade parece ter surgido apenas na década de 1970.
Um dicionário com mais de 400 páginas foi publicado em 1992.

## Fonologia

### Vogais
Wangkatjunga tem três Vogais contrastantes, que podem ser curtos ou longas.:
|         | Anterior |      | Posterior |
| Fechada | i ii     |      | u uu      |
| Aberta  |          | a aa |           |

### Consoantes
|             | apico-alveolar | apico-post-alveolar | lamino-palatal | bilabial | dorso-velar |
| 'Oclusiva   | t              | rt                  | j / tj         | p        | k           |
| Nasal       | n              | rn                  | ny             | m        | ng          |
| Lateral     | l              | rl                  | ly             |          |             |
| Vibrante    | rr             |                     |                |          |             |
| Aproximante |                | r                   | y              | w        |             |